# 竹石桂一
竹石 桂一（たけいし けいいち）は、日本の生物学者（分子生物学・食品科学）。学位は薬学博士（東京大学・1970年）。静岡県立大学名誉教授。
東京大学薬学部助手、ペンシルベニア大学博士研究員、ニューヨーク州立大学博士研究員、埼玉県立がんセンター研究所主任研究員、静岡県立大学食品栄養科学部教授、静岡県立大学食品栄養科学部学部長などを歴任した。

## 概要

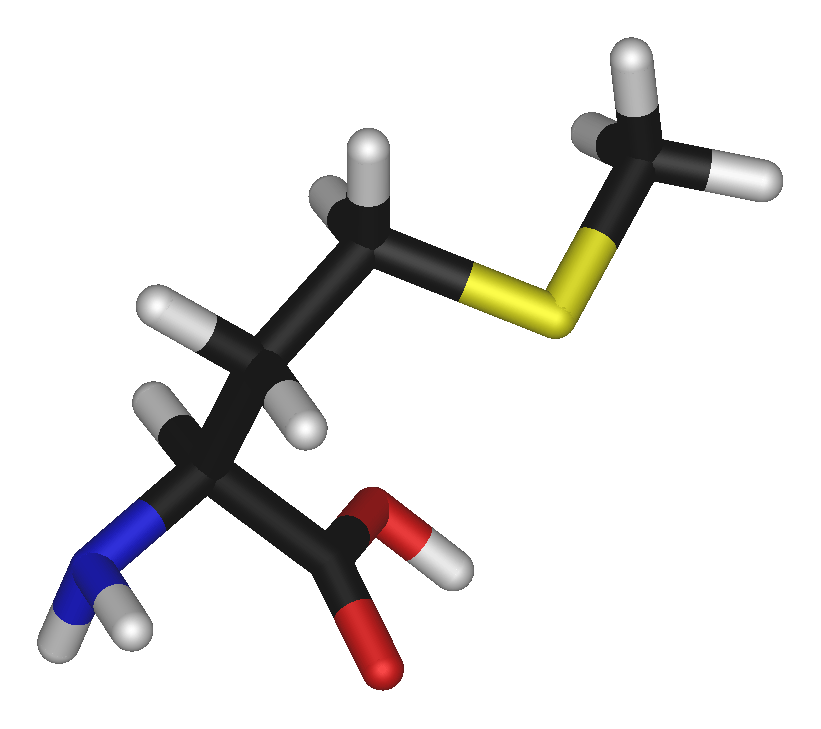
メチオニン

### 生い立ち
東京大学薬学部にて薬学を学び、1964年に卒業した。その後、東京大学の大学院に進み、薬学研究科の博士課程を1968年に中途退学した。同年、東京大学の薬学部に助手として採用された。その間、酵母メチオニン転移リボ核酸について生化学の見地から研究を行い、その結果、1970年に東京大学から博士号を授与された。

### 研究者として
1972年、アメリカ合衆国に渡り、ペンシルベニア大学において博士研究員となり、1974年からはニューヨーク州立大学に転じ、同じく博士研究員となった。
1975年からは埼玉県立がんセンターにて血清やウイルスを所管する部署に所属し、主任研究員を務めていた。その後、1987年に静岡県立大学に転じ、食品栄養科学部の食品学科にて教授を務めた。なお、食品学科はその後廃止されたが、新たに設置された食品生命学科に所属した。その後、大学院に生活健康科学研究科が新設されると、食品栄養科学専攻の教授も兼任した。また、食品栄養科学部の学部長や食品栄養科学専攻の専攻長も務めている。

## 研究

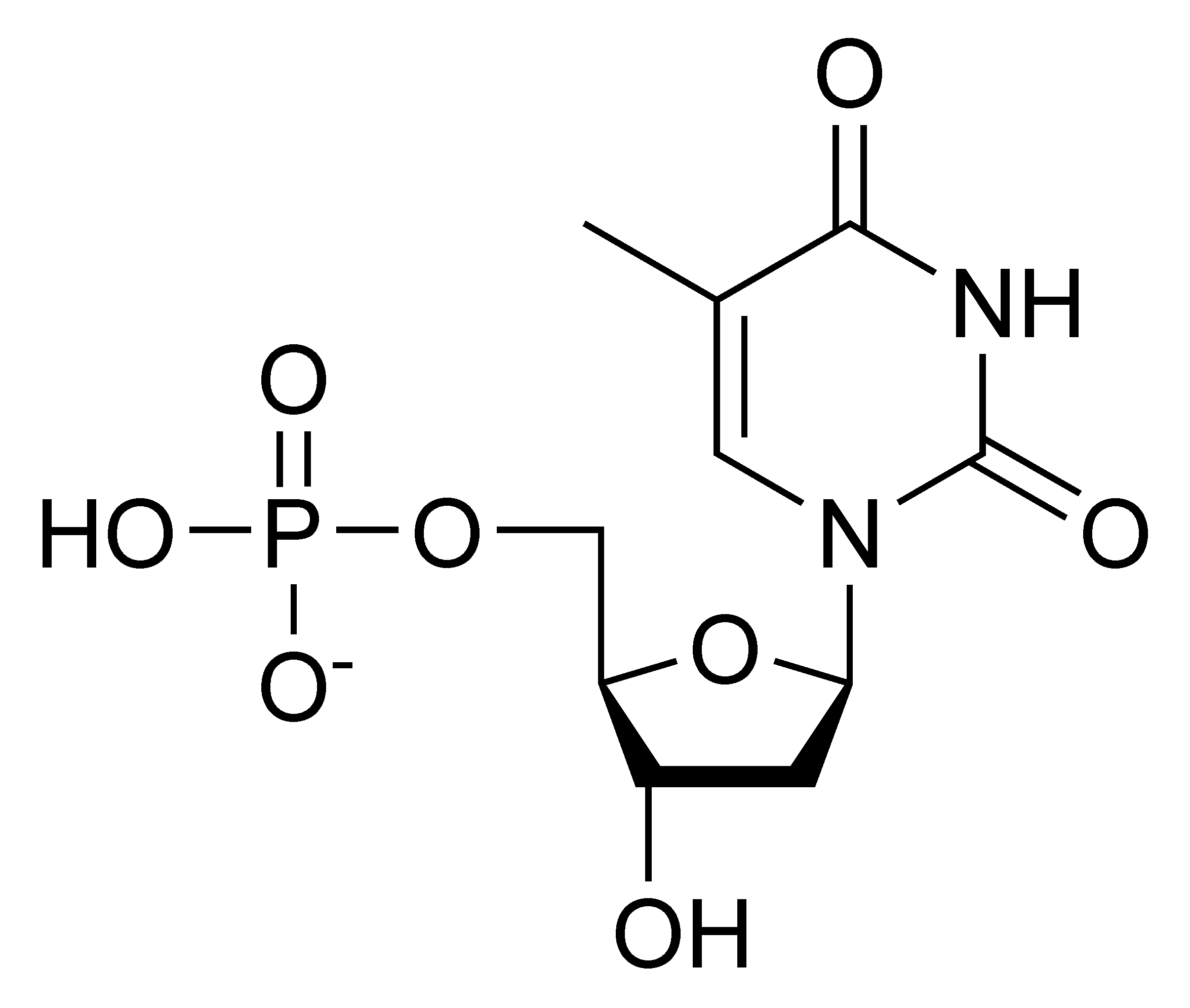
5'-チミジル酸

業績としては、高等生物の細胞増殖において必須となる遺伝子の構造や発現調節についての研究が知られている。具体的な例としては、チミジル酸合成酵素遺伝子について調査し、遺伝子構造の解析や遺伝子発現の調節について研究した。
また、ビタミン誘導性の細胞分化時のシグナル伝達についても研究していた。特にレチノイン酸による誘導性の細胞分化でのシグナル伝達についての研究が知られている。そのほかにも、悪性新生物の細胞の増殖阻害を目指し、チャノキの葉に由来する成分について研究していた。

## 略歴
- 1964年 - 東京大学薬学部卒業。
- 1968年 - 東京大学大学院薬学研究科中途退学。
- 1968年 - 東京大学薬学部助手。
- 1972年 - ペンシルベニア大学博士研究員。
- 1974年 - ニューヨーク州立大学博士研究員。
- 1975年 - 埼玉県立がんセンター研究所主任研究員。
- 1987年 - 静岡県立大学食品栄養科学部教授。
- 1991年 - 静岡県立大学大学院生活健康科学研究科教授。
- 1999年 - 静岡県立大学食品栄養科学部学部長。
- 2006年 - 静岡県立大学名誉教授。

## 著作
- S. M. Kingsman・A. J. Kingsman著、池原森男・竹石桂一・富田基郎監訳『動植物の遺伝子工学――基礎から応用へ』廣川書店、1995年。ISBN 4567183401

## 関連人物
- 河原崎泰昌